# Eric Scerri

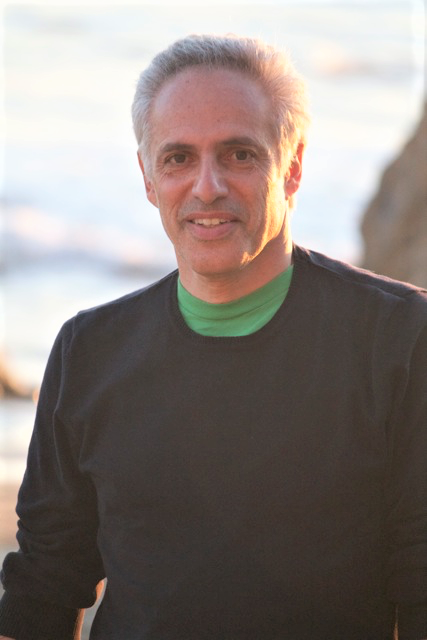
Eric Scerri

Eric R. Scerri (* 1953 in Malta) ist ein Chemiker und Chemie- und Wissenschaftshistoriker, der sich auch mit Philosophie der Chemie befasst.
Scerri besuchte die Walpole Grammar School in Ealing und studierte am Westfield College der Universität London mit dem Bachelor-Abschluss, studierte an der Universität Cambridge (Certificate in Postgraduate Study), erhielt einen Master in Philosophie von der University of Southampton und promovierte am King’s College London über Philosophie und Geschichte der Chemie. Er unterrichtete während er an seiner Doktorarbeit schrieb rund zehn Jahre Chemie an Privatschulen in London. Als Post-Doktorand war er an der London School of Economics und am Caltech. Er lehrte Chemie an der Bradley University und Purdue University und ab 2000 an der University of California, Los Angeles, an der er auch Wissenschaftsgeschichte und -philosophie lehrt.
Er trat in Radio und Fernsehen und hielt weltweit Vorlesungen, Von ihm stammen über 100 wissenschaftliche Aufsätze und Beiträge populärwissenschaftlicher Art unter anderem in  Scientific American, American Scientist, New Scientist, Chemistry World.
Sein Schwerpunkt ist das Periodensystem der Elemente, seine Geschichte, Verwurzelung in der Quantenmechanik und philosophische Aspekte. In seinem Buch A tale of seven scientists schildert er anhand der heute weitgehend vergessenen Beiträge von heute ebenso selbst bei Wissenschaftshistorikern unbekannten Wissenschaftlern in der Geschichte des Periodensystems und dessen Interpretation, dass neben den allgemein bekannten „Koryphäen“, denen heute die Hauptentwicklung zugeschrieben wird, die Beiträge dieser „Nebenfiguren“ ebenfalls von großer Bedeutung sind. Sei es, dass sie Ideen einbrachten, die dann von der Hauptströmung aufgegriffen wurden und diese in wesentlichen Punkten beförderten. Häufig handelte es sich um akademische Außenseiter oder auch Amateure (Charles Janet, Antonius van den Broek).
Er ist Herausgeber von Foundations of Chemistry.

## Schriften
- mit Davis Baird, Lee McIntyre: Philosophy of chemistry. Synthesis of a new discipline, Springer 2005
- The periodic table. Its story and its significance, Oxford UP 2007,  ISBN 9780195305739 (erhielt den Herbert Newby McCoy Award der UCLA)
- Collected papers on philosophy of chemistry, Imperial College Press, London, 2008, ISBN 9781848161375
- Selected papers on the periodic table, Imperial College Press, London, 2009,  ISBN 9781848164253
- The Periodic Table: A Very Short Introduction, Oxford UP 2011, ISBN 978-0199582495
- als Herausgeber: 30-Second Elements: The 50 Most Significant Elements, Each Explained in Half a Minute, Icon Books 2013
- A tale of seven elements, Oxford University Press, Oxford, 2013, ISBN 9780195391312 (Geschichte der Entdeckung der letzten sieben nicht künstlichen Elemente des Periodensystems im 20. Jahrhundert: Protactinium, Hafnium, Rhenium, Technetium, Francium, Astat, Promethium)
- mit Lee McIntyre: Philosophy of Chemistry: Growth of a New Discipline, Springer, 2015,  ISBN 978-94-017-9364-3
- A Tale of Seven Scientists, and a New Philosophy of Science, Oxford University Press, New York, 2016,  ISBN 978-0190232993 (über sieben weniger bekannte Naturwissenschaftler im Rahmen der Geschichte des Periodensystems:  John William Nicholson, Antonius van den Broek, Charles Bury, Richard Abegg, Charles Janet, John David Main Smith und Edmund Stoner)
- mit Grant Fisher (Hrsg.): Essays in the Philosophy of Chemistry, Oxford University Press, New York, 2016,  ISBN 9780190494599
- mit G. Restrepo (Hrsg.): Mendeleev to Oganesson: A Multidisciplinary Perspective on the Periodic Table, Oxford University Press, New York, 2018, ISBN 978-0190668532